# Ressonância magnética nuclear de proteínas
A espectroscopia mediante ressonância magnética nuclear de proteínas, também chamada de RMN de proteínas, é um campo da biologia estrutural no qual se utiliza espectroscopia RMN para obter informação sobre a estrutura e dinâmica das proteínas. O campo foi desenvolvido por Kurt Wüthrich entre outros, que compartilhou o Prémio Nobel de química em 2002. As técnicas de RMN utilizam-se de forma rotineira no âmbito académico e na indústria de biotecnologia. A determinação da estrutura das proteínas mediante espectroscopia RMN, no geral, consiste em várias fases sucessivas, cada uma delas utilizando um conjunto de técnicas altamente especializadas. A amostra é preparada, atribuem-se as ressonâncias, geram-se as restrições e calcula-se e valida-se a estrutura.